# 竹内良幸
竹内 良幸（たけうち よしゆき、1961年 - ）は、長野県安曇野市（旧穂高町）出身のデザイナー、ブランドプロデューサー、空間デザイナーである。

## 経歴
長野県松本深志高等学校、多摩美術大学美術学部卒業。在学時からデザイナーとしての仕事を開始する。造形のミニマリズムがあらゆる事象の回答を持つと考え、簡明なデザインを実践している。
- 1985年 - 1988年、電通入社。日本電気（つくば科学博）、ワコール（文化事業）、東京都などの広報制作を担当。
- 1988年 - 1995年、I&S BBDOにてデザインディレクター、ブランディング・ディレククター、セゾングループ各社、月桂冠、東京三菱銀行、明治製菓、セゾン美術館、YKKなどのクリエイティブ、デザインプロジェクトを担当。この頃、空間デザインの世界を指向し始める。平面から空間にデザインの領域を広げたいという試みから、数多くの建築家やアーティストとの交流が始まる。周囲の友人から独立の奨めもあり、同社退社後に自分の事務所を持つ事を決意。
- 1995年よりフリーランスデザイナー、ディレクターとなる。事務所は東京都中央区銀座二丁目サエグサビル4階よりスタート。
- 2000年同区晴海トリトンスクエアに移転。
- 2004年、横浜市金沢区金沢町に移転。主に公共機関、大学、学会、地方自治体の様々なデザインプロジェクトにデザイナー、デザインディレクターとして業務を行う。墨田区、都市基盤整備公団、静岡県、横浜市、日本建設情報総合センター、日本貿易振興機構（JETRO）、日本建築学会、横浜国立大学、東京大学出版会のデザインプロジェクトを受託する。

## 主なデザイン活動での受賞歴
- 第10回CSデザイン賞サイン部門 - 金賞
- 第2回3Mライトファイバー大賞 - 芸術デザイン賞
- ADC年鑑 - 入選（2作品）
- 第4回かわさき産業デザインコンペティション（川崎市主催） - グランプリ受賞
- 第33回SDA賞 - 入選（2作品）
- 日本空間デザイン賞（旧JCDデザインアワード）1999 - 銀賞および入選1点
- JAGDA年鑑2000 - 入選（2作品）
- 年鑑日本の空間デザイン2000 - 入選（2作品）
- 第34回SDA賞 - 関東地区デザイン賞および入選2点
- 日本空間デザイン賞（旧JCDデザインアワード）2000 - 入選2点
- JAGDA年鑑2001 - 入選
- 日本空間デザイン賞（旧JCDデザインアワード）2003 - 第4部金賞[1]
- 第37回SDA賞 - 入選
- 年鑑日本の空間デザイン2004 - 入選
- 第10回かわさき産業デザインコンペ2005 - 優秀賞
- 第40回SDA賞 - 奨励賞
- 第14回CSデザイン賞 - 実験部門銀賞
- ストアオブザイヤー2007（秋葉原UDXビル・アートワーク）
- 第41回SDA賞 - 入選

## 所属団体
- 一般社団法人日本商環境デザイン協会正会員

## 社会活動
- 安曇野市本庁舎等建設委員会委員[2]
- 安曇野市博物館協議会委員

## 主要作品（フリーランスとして手がけた作品）
- 清水建設　シミズ技術フェア98　1998年3月会場 グラフィック構成[3]（第10回CSデザイン賞 - 金賞、JCDデザインアワード99 - 奨励賞）
- 横浜国立大学工学部エントランスホール　1999年11月　横浜市保土ケ谷区　工学部棟（第3Mライトファイバー大賞芸術デザイン賞、第33回SDA賞入選）
- 北総花の丘公園サイン計画　千葉県／都市基盤整備公団　2000年3月　印西市ニュータウン中央（第34回SDA賞関東地区デザイン賞　JCDデザイン賞2001入選[4]）
- JAPAN SHOP 2005　JCDパヴィリオン環境デザイン計画　2005年3月
- 秋葉原駅再開発UDXビル商業ゾーン空間グラフィック計画 - 2005年3月〜2006年4月（第40回SDA賞　奨励賞受賞[5]）
- アークタワーズ　ヴォイド（中庭）環境デザイン計画 - 2006年10月〜2007年1月（第40回SDA賞　奨励賞受賞）

## 系譜
竹内氏
大和朝廷初期、景行・成務・仲哀・応神・仁徳天皇の5代の天皇に棟梁之臣・大臣として仕え、国政を補佐したとされる伝説的人物、高良玉垂命=武内宿禰（たけうちのすくね）を始祖とする武内家（建内、竹内とも）から分かれ、筑紫洲（つくしのしま=九州）、越（こし=北陸）を経由して安曇野に定住したとされる。日本書紀』による武内宿禰の記録としては、景行天皇の代理で紀伊国（阿備柏原＜あびのかしわばら：現・和歌山市相坂・松原＞）に遣わされた屋主忍男武雄心命は九年間滞在し、その間に影媛との間に生まれたのが武内宿禰である。成務天皇紀では、武内宿禰は成務天皇と同日の生まれ（景行天皇14年、月日不詳）とする。武内宿禰は景行天皇の御代に登用されている。高良玉垂命は朝廷から正一位を賜っているものの記紀には登場しておらず、正体が誰であるかに関しては古くから論争があり、武内宿禰（物部保連）説、藤大臣（中臣鳥賊津臣命、藤大臣連保、月天子、住吉明神の化身、物部氏の遠祖・物部胆咋連、物部保連）説、物部祖神（饒速日命、物部胆咋連、物部保連）説、彦火々出見尊説、水沼君祖神説、綿津見神説、比売許曽神（香春同神）説、景行天皇（大足彦）説、芹田真誰説など諸説がある。江戸時代には武内宿禰に比定する説が主流であったが、明治以降は特に比定されていない。安曇族の祖神とされる安曇磯良と武内宿禰を同一視する説が有力である。武内宿禰は気比神宮（福井県敦賀市、越前国一宮）、宇倍神社（鳥取県鳥取市、因幡国一宮）、高良大社（福岡県久留米市、筑後国一宮）を始めとする各地の神社で祀られている。特に高良大社では、祭神の「高良玉垂命（こうらたまたれのみこと）」が中世以降に八幡神第一の伴神とされたことから、応神天皇（八幡神と同一視される）に仕えた武内宿禰がこれに比定されている。その結果、石清水八幡宮を始めとする全国の八幡宮・八幡社において、境内社のうちに「高良社」として武内宿禰が祀られる例が広く見られる。また武内宿禰は忠臣とされることから、日本銀行券の肖像として採用されている。